# Ditha laosana
Espèce
Ditha laosana est une espèce de pseudoscorpions de la famille des Tridenchthoniidae.

## Distribution
Cette espèce se rencontre au Laos et en Thaïlande.

## Description
Le mâle holotype mesure 1,1 mm et la femelle paratype 1,2 mm.

## Publication originale
- Beier, 1951 : Die Pseudoscorpione Indochinas. Mémoires du Muséum National d'Histoire Naturelle, Paris, nouvelle série, vol. 1, p. 47-123 (texte intégral).